# Superliga Colombiana
La Superliga Colombiana est une compétition de football en Colombie, opposant les clubs vainqueurs des deux tournois semestriels, le tournoi d'ouverture et le tournoi de clôture de la saison précédente. La compétition se joue en match aller et retour, au début de la nouvelle saison, fin janvier.

## Palmarès
| Saison | Vainqueur Apertura     | Score                 | Vainqueur Clausura |
| ------ | ---------------------- | --------------------- | ------------------ |
| 2012   | Atlético Nacional      | 3 - 1 3 - 0           | Junior             |
| 2013   | Santa Fe               | 2 - 1 1 - 0           | Millonarios        |
| 2014   | Atlético Nacional      | 1 - 2 1 - 0 (3-4 tab) | Deportivo Cali     |
| 2015   | Atlético Nacional      | 2 - 1 0 - 2           | Santa Fe           |
| 2016   | Deportivo Cali         | 0 - 2 0 - 3           | Atlético Nacional  |
| 2017   | Independiente Medellín | 0 - 0 0 - 1           | Santa Fe           |
| 2018   | Atlético Nacional      | 0 - 0 1 - 2           | Millonarios        |
| 2019   | Deportes Tolima        | 2 - 1 0 - 1 (0-3 tab) | Junior             |
| 2020   | América de Cali        | 1 - 2 2 - 0           | Junior             |
| 2021   | Santa Fe               | 2 - 1 3 - 2           | América de Cali    |
| 2022   | Deportes Tolima        | 1 - 1 1 - 0           | Deportivo Cali     |
| 2023   | Atlético Nacional      | 1 - 0 4 - 3           | Deportivo Pereira  |
| 2024   | Millonarios            | 0 - 1 2 - 0           | Junior             |
| 2025   | Atlético Bucaramanga   | 1 - 1 0 - 0 (3-4 tab) | Atlético Nacional  |